# Halterofilismo nos Jogos Olímpicos Intercalados de 1906

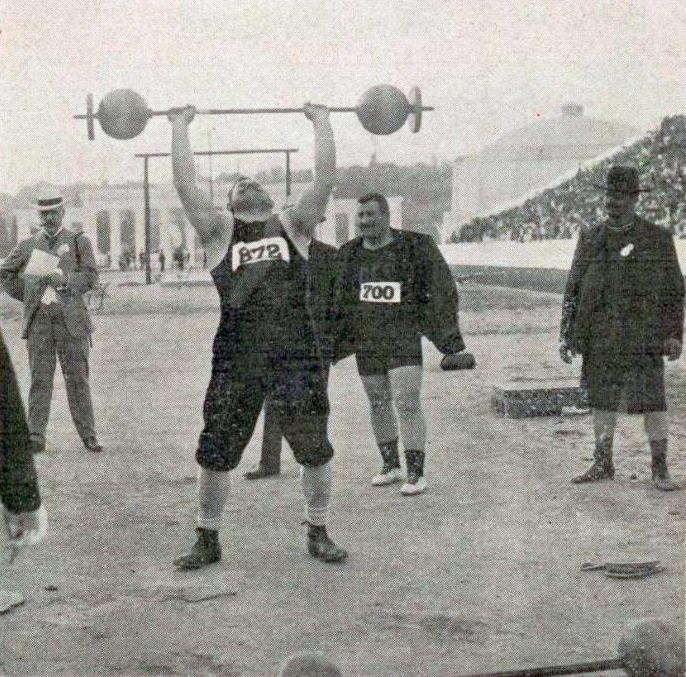
Josef Steinbach conquistou a medalha de prata no levantamento com duas mãos.

Nos Jogos Olímpicos Intercalados de 1906 em Atenas, dois eventos de halterofilismo foram realizados, ambos masculinos. Denominados Jogos Intercalados, a edição de 1906 não é considerada oficial pelo Comitê Olímpico Internacional.

## Medalhistas
Masculino
| Evento    | Ouro                     | Prata                    | Bronze                                                                                    |
| --------- | ------------------------ | ------------------------ | ----------------------------------------------------------------------------------------- |
| Uma mão   | Josef Steinbach Áustria  | Tullio Camillotti Itália | Heinrich Schneidereit Alemanha                                                            |
| Duas mãos | Dimitrios Tofalos Grécia | Josef Steinbach Áustria  | Alexandre Maspoli · França · Heinrich Rondi · Alemanha · Heinrich Schneidereit · Alemanha |

## Quadro de medalhas
| Ordem | País     | Medalha de ouro | Medalha de prata | Medalha de bronze | Total |
| ----- | -------- | --------------- | ---------------- | ----------------- | ----- |
| 1     | Áustria  | 1               | 1                | 0                 | 2     |
| 2     | Grécia   | 1               | 0                | 0                 | 1     |
| 3     | Itália   | 0               | 1                | 0                 | 1     |
| 4     | Alemanha | 0               | 0                | 3                 | 3     |
| 5     | França   | 0               | 0                | 1                 | 1     |
|       |          |                 |                  |                   |       |
| Total | Total    | 2               | 2                | 4                 | 8     |